# امار سیدیچ
امار سیدیچ (انگلیسی: Amar Sejdić؛ زادهٔ ۲۹ نوامبر ۱۹۹۶) بازیکن فوتبال اهل ایالات متحده آمریکا است.
از باشگاه‌هایی که در آن بازی کرده‌است می‌توان به باشگاه فوتبال مونترال اشاره کرد.